# Li Bingjie
Li Bingjie (李冰潔S, Lǐ BīngjiéP; 3 marzo 2002) è una nuotatrice cinese.

## Palmarès
- Giochi olimpici

Tokyo 2020: oro nella 4x200m sl, bronzo nei 400m sl.
Parigi 2024: bronzo nella 4x200m sl.
- Mondiali

Budapest 2017: argento negli 800m sl e nella 4x200m sl, bronzo nei 400m sl.
Fukuoka 2023: argento negli 800m sl, bronzo nei 1500m sl e nella 4x200m sl.
Doha 2024: oro nella 4x200m sl e nella 4x100m sl mista, argento nei 400m sl e nei 1500m sl.
Singapore 2025: argento nei 200m sl e nei 400m sl, bronzo nella 4x200m sl.
- Mondiali in vasca corta

Hangzhou 2018: oro nella 4x200m sl, bronzo nei 400m sl.
Abu Dhabi 2021: oro nei 400m sl e negli 800m sl, bronzo nella 4x200m sl.
- Giochi asiatici

Giacarta 2018: oro nei 200m sl e nella 4x200m sl, argento nei 400m sl, negli 800m sl e nei 1500m sl.
Hangzhou 2023: oro nei 400m sl, negli 800m sl, nei 1500m sl, nella 4x100m sl e nella 4x200m sl, argento nei 200m sl.
- Universiadi

Chengdu 2023: oro nei 400m sl, negli 800m sl, nei 1500m sl, nella 4x100m sl, nella 4x200m sl, nella 4x100m misti, nella 4x100m sl mista e nella 4x100m misti mista.
- Campionati asiatici

Tokyo 2016: oro nei 400m sl.